# Adolf Baginsky

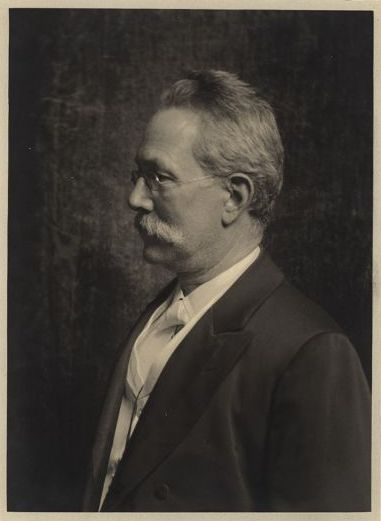
Adolf Baginsky

Adolf Aron Baginsky (* 22. Mai 1843 in Ratibor (Provinz Schlesien); † 15. Mai 1918 in Charlottenburg bei Berlin) war ein deutscher Kinderarzt.

## Leben
Der Sohn des Kaufmanns Abraham Baginsky und seiner Frau Amalie, geborene Lustig, studierte nach dem in seiner Heimatstadt am Gymnasium erworbenen Reifezeugnis an der Friedrich-Wilhelms-Universität in Berlin und an der Alma Mater Rudolphina Vindobonensis in Wien, von 1861 bis 1866 bei Rudolf Virchow und Ludwig Traube, dessen Privatassistent er war. Am 7. Mai 1866 wurde er in Berlin promoviert.
Er praktizierte zunächst als niedergelassener Arzt in Seehausen bei Magdeburg, dann in Nordhausen und seit 1871 in Berlin. Sein ärztliches Interesse lag schon zu dieser Zeit vor allem auf dem Gebiet der Kinderheilkunde. Er führte die regelmäßige ärztliche Reihenuntersuchung von Kindern in den Schulen ein, plädierte für ein Hitzefrei an Schulen und initiierte das Reichsimpfgesetz. Im Jahr 1877 gründete er die Centralzeitung für Kinderheilkunde, 1879 das Archiv für Kinderheilkunde. Er engagierte sich für die Produktion einwandfreier Säuglingsnahrung und für die Einrichtung von Kinderkrippen, Kinderasylen und Kinderspielplätzen. In diesem Kontext beantragte er 1881 bei der Stadtverwaltung erfolglos die Einrichtung einer Waldschule am Rande Berlins. Diese sollte es erholungsbedürftigen Kindern ermöglichen, ohne wesentliche Einbußen weiter am Schulunterricht teilnehmen zu können. 1881 habilitierte er sich als Privatdozent für Kinderkrankheiten an der Medizinischen Fakultät der Berliner Universität und wurde 1890 Direktor des von ihm zusammen mit Rudolf Virchow gegründeten Kaiser- und Kaiserin-Friedrich-Kinderkrankenhauses in Berlin, das er 28 Jahre lang bis wenige Monate vor seinem Tod im Jahr 1918 leitete.

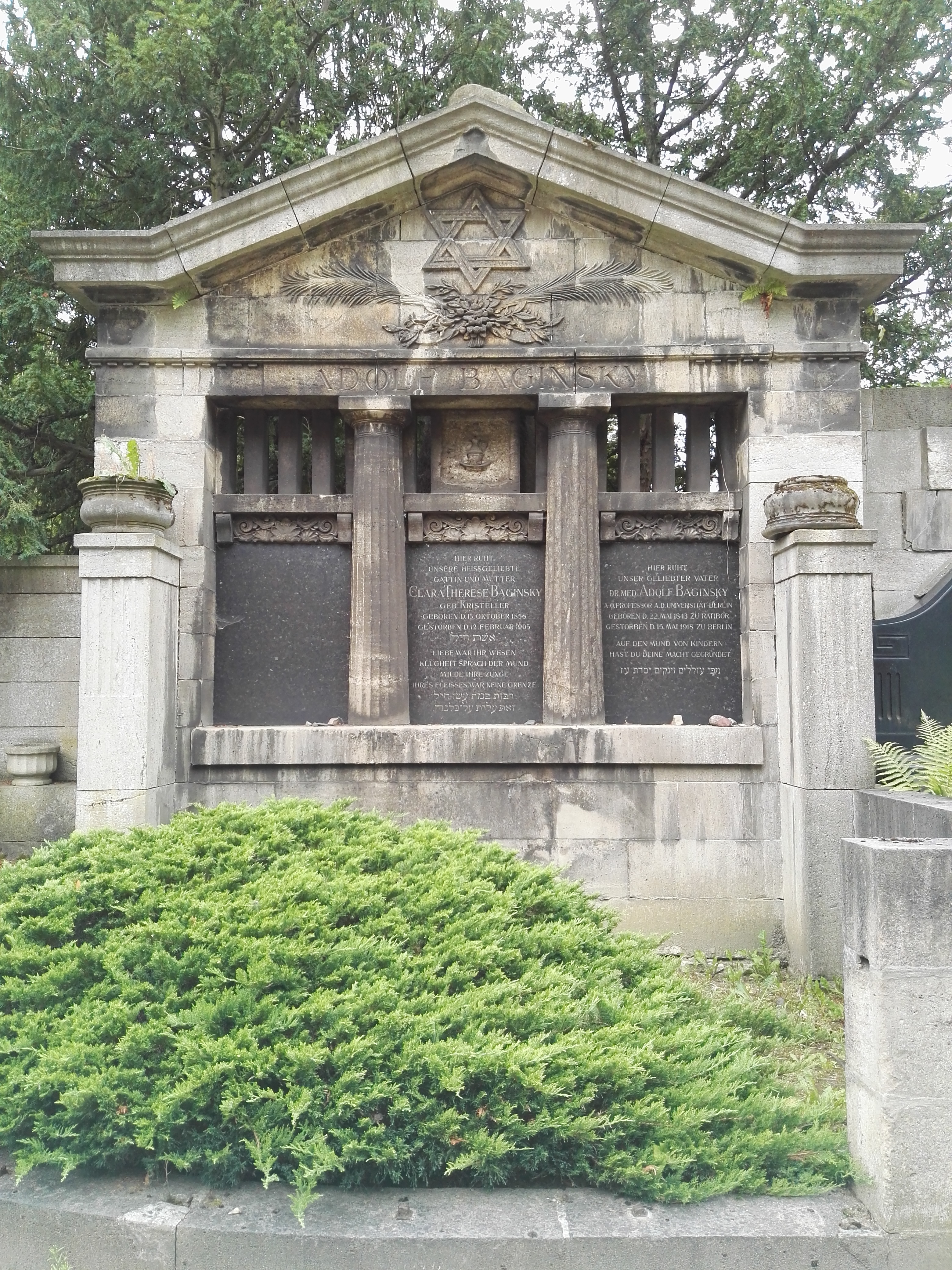
Grabstätte

Ab 1888 war Baginsky Mitglied der Deutschen Akademie der Naturforscher Leopoldina.
Seine letzte Ruhe fand er auf dem Jüdischen Friedhof Weißensee im Feld WT.

## Veröffentlichungen

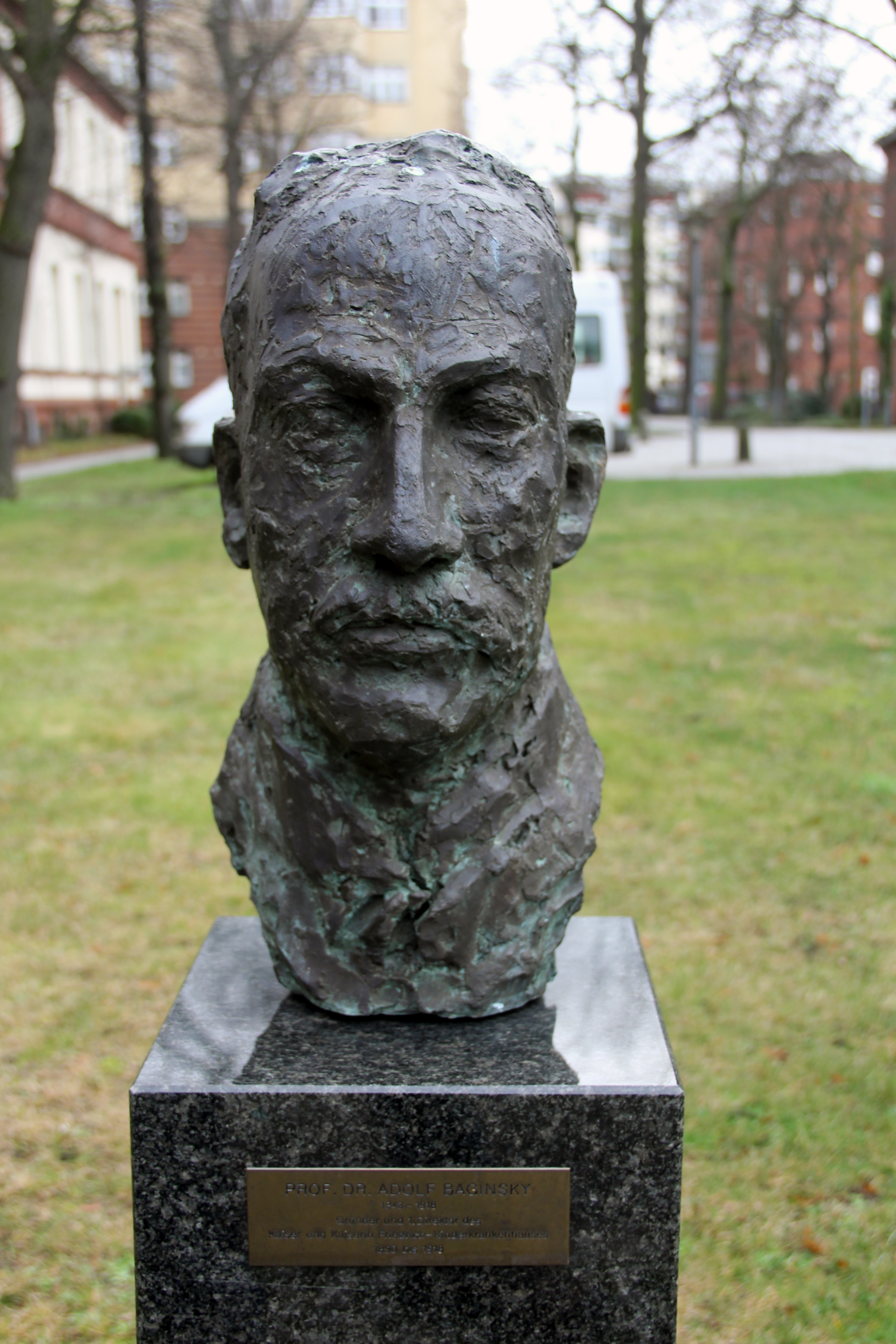
Büste Adolf Baginskys, Reinickendorfer Straße 61, in Berlin-Wedding

- Quibus caussis mors sectionem caesaream secuta tribuenda sit. Inaugural-Diss. Friedrich-Wilhelms-Universität zu Berlin, 7. Mai 1866.[6]
- mit Otto Janke: Handbuch der Schulhygiene: zum Gebrauche für Ärzte, Sanitätsbeamte, Lehrer, Schulvorstände und Techniker. 3. vollständig umgearbeitete Auflage, Enke, Stuttgart, Band 1 1898, Band 2 1900 .
- Lehrbuch der Kinderkrankheiten für Aerzte und Studirende. Friedrich Wreden, Braunschweig 1883 (= Wredens Sammlung kurzer medizinischer Lehrbücher. Band 6); 6. Aufl. ebenda 1899.
- Praktische Beiträge zur Kinderheilkunde. 3 Hefte, Tübingen 1880–1884.
- Pflege des gesunden und kranken Kindes. 3. Auflage, Stuttgart 1885.
- Das Leben des Weibes. 3. Auflage, Stuttgart 1885.
- Kost- und Haltekinderpflege in Berlin. Braunschweig 1886.
- Die hygienischen Grundzüge der mosaischen Gesetzgebung. Braunschweig 1895.
- Festschrift zu Henochs 70. Geburtstag (Redigiert).
- mit Monti und Marcus Herz: Archiv für Kinderheilkunde. Stuttgart, seit 1880.

## Ehrung
- Vor dem Evangelischen Geriatriezentrum in Berlin-Wedding, Reinickendorfer Straße 61, wurde eine bronzene Büste Baginskys aufgestellt.